# Алоян, Роберт Мишаевич
Роберт Мишаевич Алоян (род. 28 октября 1960, Джрарат, Ахурянский район) — ректор Ивановского архитектурно строительного университета (2012), затем Ивановского государственного политехнического университета (2013—2018), почётный строитель России, доктор технических наук, профессор.

## Биография
Родился в 1960 году в селе Джрарат Ахурянского района Армянской ССР.
В 1981 году приехал в Иваново и поступил в Ивановский инженерно-строительный институт (ныне ИВГПУ).
В 1986 году закончил обучение с отличием. Затем стал мастером в СПТУ № 27 г. Иваново.
С 1989 года работал инженером научно исследовательского сектора. В этом же году получает должность проректора по административно-хозяйственной работе в ИИСИ (ныне ИВГПУ). Далее занимал должности: проректор по научной работе, проректор по экономическим вопросам.
В 1996 году защищает диссертацию на соискание ученой степени кандидата технических наук. В 1998 году — диссертацию на соискание ученой степени доктора технических наук.
В 1998 году — первый проректор Ивановской государственной архитектурно-строительной академии (ныне ИВГПУ).
В 2001 году получает звание советника Российской академии архитектуры и строительных наук.
С 2011 года является членом-корреспондентом Российской академии архитектуры и строительных наук.
С 2012 года — ректор Ивановской государственной архитектурно-строительной академии (ныне ИВГПУ). Тогда же начинается процедура объединения Ивановской государственной архитектурно-строительной академии и Ивановской государственной текстильной академии в Ивановский государственный политехнический университет.
В 2018 году покинул должность ректора, в связи с истечением срока трудового договора и передал управление университетом Евгению Румянцеву.

## Научная деятельность
Опубликовал более 200 научных печатных работ, 8 монографий, 15 научно-методических трудов и 5 методических пособий, является автором 5 изобретений, 3 патентов. Пять учебных пособий получили гриф Ассоциации строительных вузов и рекомендованы Министерством образования и науки в качестве учебных пособий для строительных вузов РФ.
- Алоян Р. М. «Динамические задачи конструкций и сплошных сред» / Р. М. Алоян. — М.: Изд-во Ассоц. строит. вузов, 1999. — 254 с.
- Алоян Р. М., Подживотов В. П., Хохлов А. А. «Система поточной организации реконструкций и капитального ремонта жилья на основе процессного подхода и теплосбережения» / Хохлов А. А.. — Иваново: Изд-во Иваново, 2006. — 250 с.
- Федосов С. В., Алоян Р. М., Ибрагимов А. М. и др. «Промерзание влажных грунтов, оснований и фундаментов». — М.: АСВ, 2005. — 277 с.
- Алоян Р. М. «Механика грунтов Учеб. пособие» / Мазаник В. Н.. — Иваново: Информ. отд. Центра НИТ, 2001. — 86 с.
- Алоян Р. М., Цупиков С. Г. «Технология и организация строительства автомобильных дорог: Учеб. пособие для студентов вузов, обучающихся по специальности "Автомобильные дороги и аэродромы" направления подгот. дипломир. специалистов "Трансп. стр-во"» / Алоян Р. М., Цупиков С. Г.. — Иваново: Иванов. гос. архитектур.-строит. акад, 2003. — 350 с.
- Алоян Р. М., Цупиков С. Г. «Технология и организация строительства автомобильных дорог: учебное пособие» / Алоян Р. М., Цупиков С. Г., Федеральное агентство по образованию, Гос. образовательное учреждение высш. проф. образования "Ивановский гос. архитектурно-строит. ун-т". — Иваново: Иванов. гос. архитектур.-строит. акад, 2007. — 351 с.

## Награды
- Почётная грамота Министерства общего и профессионального образования Российской Федерации (1998).
- Нагрудный знак «Почётный работник высшего профессионального образования РФ» (2001).
- Медаль «За заслуги в проведении Всероссийской переписи населения» (2003).
- Медаль Русской православной церкви Преподобного Сергия Радонежского II степени (2004)[6].
- «Почётный строитель России» (2007)[7].
- Медаль ордена «За заслуги перед Отечеством» II степени (2008)[8].
- Знак «За заслуги перед Ивановской областью» (2010)[9].
- «Заслуженный работник высшей школы Российской Федерации» (2015)[10].